# LGBT práva v New Yorku

Duhová mapa New Yorku

Americký stát New York je z hlediska práv leseb, gayů, bisexuálů a translidí (LGBT) považován za sociálně liberální. Zrození hnutí za práva LGBT ve státě připisováno r. 1969, kdy vypukly v N.Y.C. tzv. Stonewallské nepokoje. Konsensuální pohlavní styk mezi dospělými jednici stejného pohlaví zlegalizoval stát rozhodnutím v kauze New York vs. Onofre roku 1980. Manželství párů stejného pohlaví zlegalizoval celostátně New York v r. 2011. Již předtím v r. 1998 bylo homosexuálním párům zpřístupněné registrované partnerství. Zákony proti homofobní diskriminaci byly přijaty v r. 2003. Ačkoliv si mohou translidé oficiálně před nebo po proběhlé operativní změně pohlaví žádat o změnu rodného listu, v praxi se tak neděje, neboť tento proces není dostatečně právní ošetřený. Ochrana před transfobní diskriminací nebyla až do října 2015 celostátně přijatá.